# دانزو شيمورا
دانزو شيمورا (Danzô Shimura) (باليابانية: 志村ダンゾウ) هي شخصية في مانغا ناروتو التي أنشأتها ماساشي كيشيموتو. وهو يرتدي ضمادات على وجهه تغطي عينه اليمنى وندبة على ذقنه. كان دائما ما يرتدي سترة سوداء تغطي الجزء الأيمن من الجزء العلوي من جسمه ويخفي بشكل خاص ذراعه اليمنى، والتي يمكن أن تخمّنها تحت النسيج.

## البطاقة الشخصية
| الهوكاجي السادس        | شيمورا دانزو           |
| ---------------------- | ---------------------- |
| الاسم بالعربي          | شيمورا دانزو           |
| الاسم بالإنجليز        | Shimura Danzo          |
| الاسم بالياباني        | 志村                   |
| الجنس                  | ذكر                    |
| الطول                  | 170 cm                 |
| الوزن                  | 52.7 kg                |
| لون العينين            | أسود                   |
| لون الشعر              | أسود                   |
| فصيلة الدم             | AB                     |
| تاريخ الميلاد          | January 6              |
| كيكي جينكاي            | Sharingan Wood Release |
| الانتماء               | كونوها                 |
| أول ظهور له في المانجا | تشابتر 281             |
| أول ظهور له في الأنمي  | ناروتو شيبودن حلقة 32  |
| الرتب                  | هوكاجي                 |
| رقم تسجيل النينجا      | 000272                 |
| العناصر المستخدمة      | الرياح الخشب الأرض     |
| الحالة                 | ميت                    |

## تقنياته

### الايزناغي
الايزناغي هي تقنية بصرية محرمة عند الاوتشيها بحيث تمكنه بالتلاعب بالزمن مثل الغنغتسو ولكنها ليست كذلك استخدمها في قتاله ضد ساسكي.

### فوتون شينبو رينبان
الشارنقان الخاصة بشسوي

## معاركة

### دانزو x هيروزين
وهي معركة لتحديد من سيكون الهوكاجي الثالث

### أوتشيها ساسكيx دانزو
وهي معركة عندما علم ساسكي الحقيقة بشأن إيتاتشي فقرر الانتقام من كبراء كونوها ومنهم دانزو